# 一橋学園駅

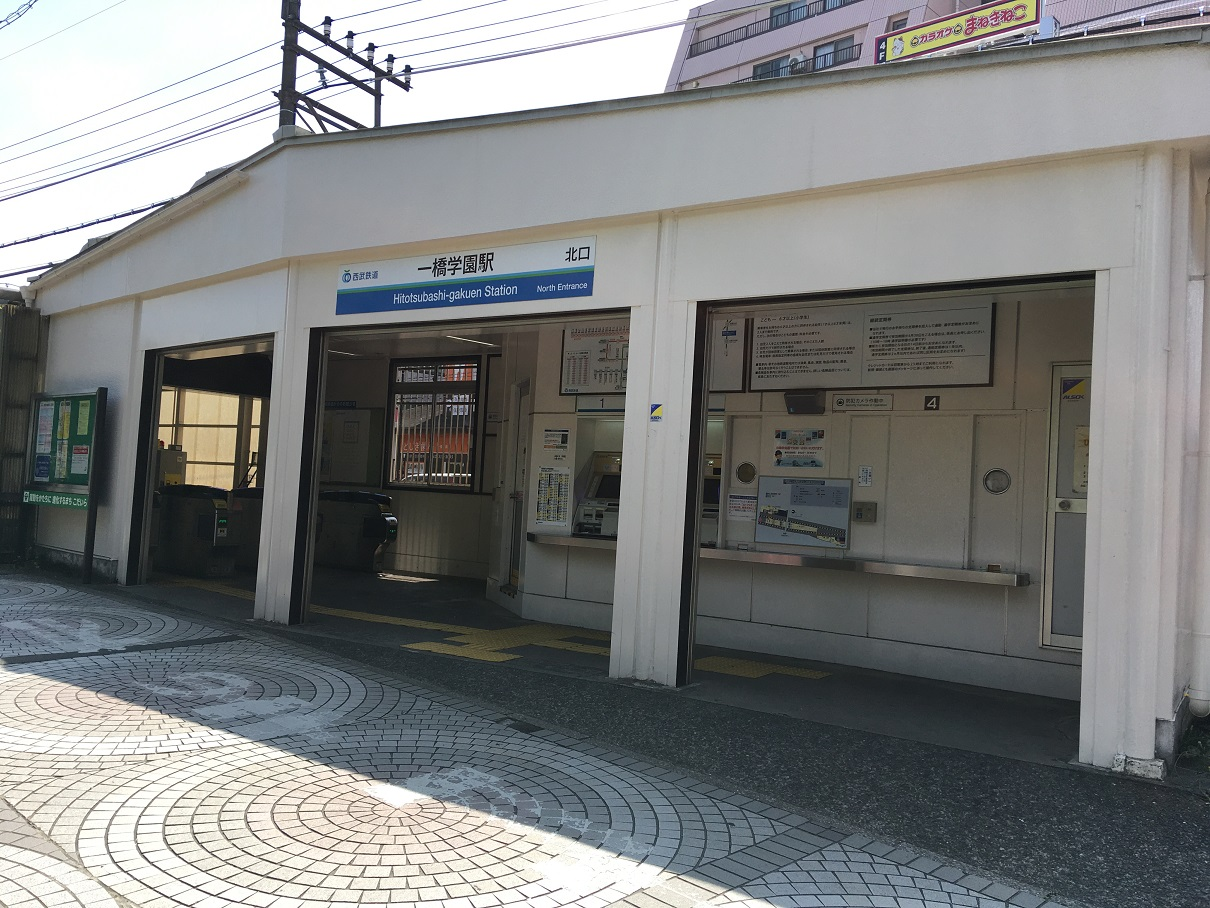
北口（2020年6月7日）

一橋学園駅（ひとつばしがくえんえき）は、東京都小平市学園西町二丁目にある、西武鉄道多摩湖線の駅である。駅番号はST02。

## 歴史
当駅開業以前は、現在の駅の北に小平学園駅が存在し、数十メートル国分寺駅寄りに一橋大学駅が存在していた（当駅の南に存在するロータリーに旧駅の名残を見ることができる）。両駅間は300メートル程度だった。
1964年（昭和39年）6月、西武鉄道は多摩湖線の輸送力増強のため、小平学園駅と一橋大学駅の統合、および3両編成の列車を投入し15分から10分間隔に増発する計画を発表した。かつて1955年（昭和30年）に輸送力増強のため小平学園駅を廃止する方針を打ち出したところ地元の反対運動が起こった経緯があったため、小平市議会では輸送力増強の抜本的な解決策は複線化であるとして西武鉄道に要望した。しかし西武鉄道は急速な複線化は困難であり小平学園駅と一橋大学駅の統合は最終案であると回答し、複線化はされず、西武鉄道と住民との議論の上、1966年（昭和41年）7月1日に両駅が統合されて、現在の位置に一橋学園駅が設置され、駅の南北端に改札口が設けられた。よって、「一橋学園」という駅名は両駅名を合わせた造語であり、そのような学校法人が存在するわけではない。
なお、小平学園は箱根土地株式会社（現・プリンスホテル）が開発した学園都市（他に国立や大泉学園がある）の名称で、学校機関として実在しない。
- 1928年（昭和3年）4月6日 - 小平学園駅が開業。
- 1933年（昭和8年）9月11日 - 商大予科前駅が開業。名称は東京商科大学予科（一橋大学の前身）に由来する。
- 1949年（昭和24年）5月 - 学制改革にともない商大予科前駅を一橋大学駅に改称。
- 1964年（昭和39年）6月 - 西武鉄道は多摩湖線の輸送力増強のため小平学園駅と一橋大学駅の統合と3両編成の列車を投入し15分から10分間隔に増発する計画を発表[3]。
- 1966年（昭和41年）6月30日 - 一橋大学駅と小平学園駅を統合し、一橋学園駅が開業。
  - 書類上は小平学園駅の廃止、一橋大学駅の移転・改称の扱いとした。

## 駅構造
島式ホーム1面2線を有する地上駅である。

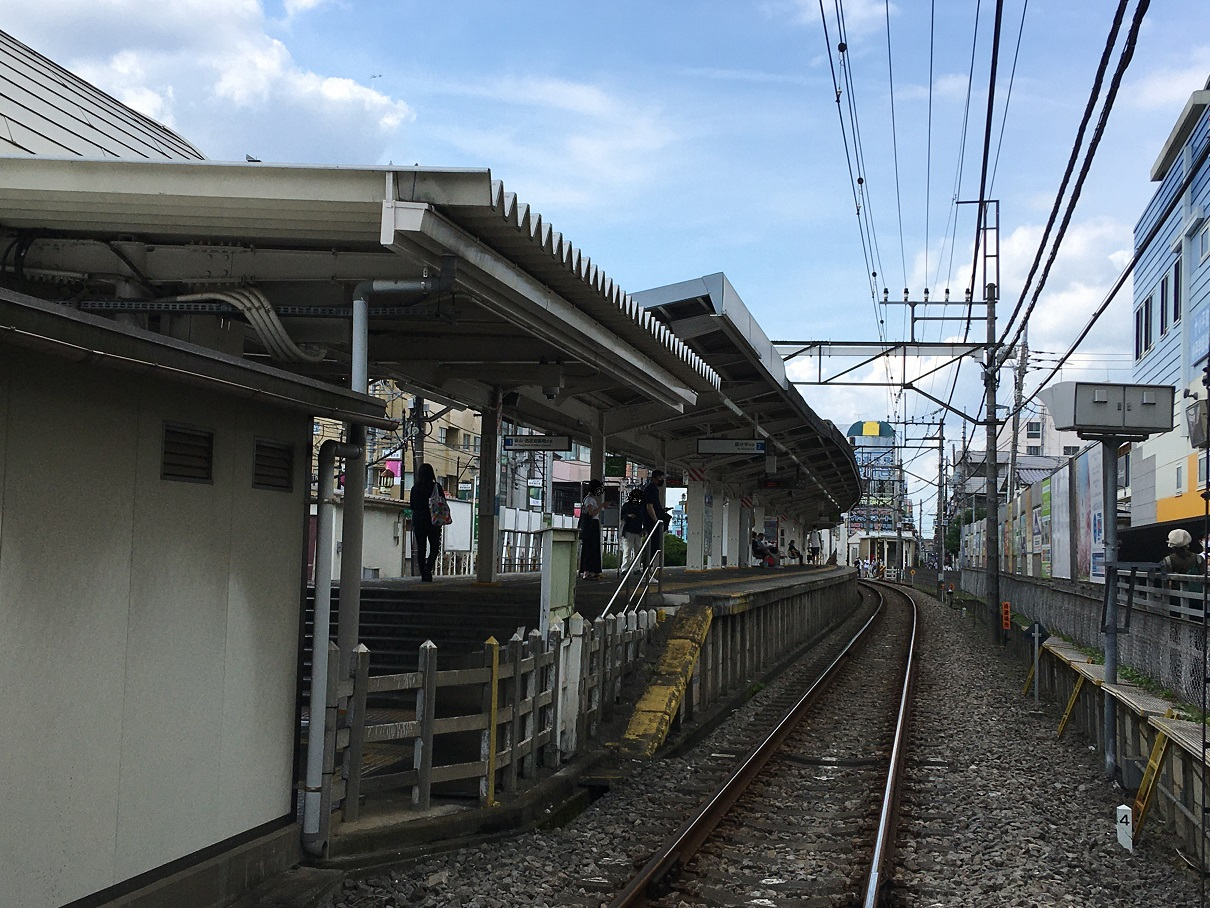
ホーム（国分寺方の構内踏切から）
（2020年8月2日）

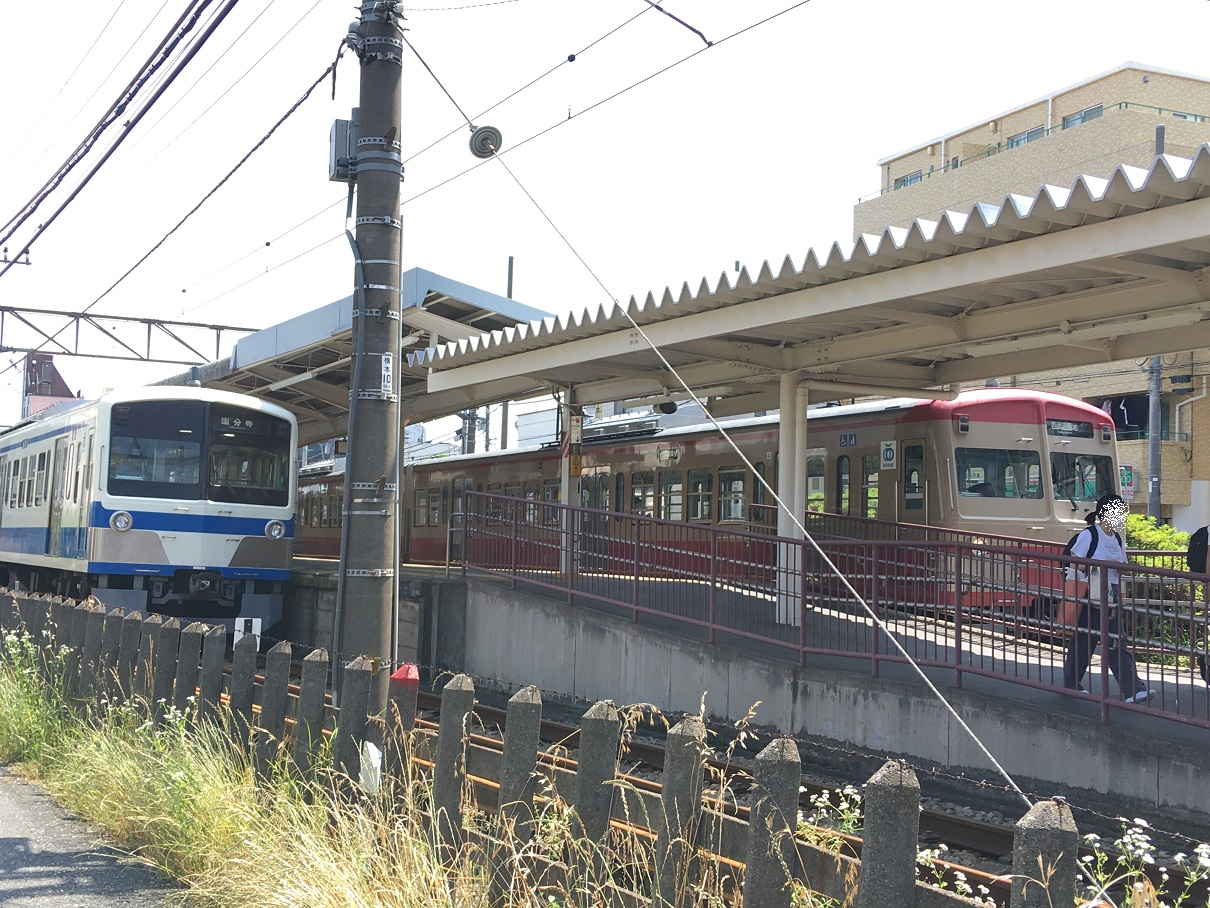
当駅で列車交換を行う様子
（2020年6月7日）

駅出口は北口と南口の2つがあり、いずれも構内踏切でホームと結ばれている。駅員は南口駅舎に常駐し、北口は自動券売機と自動改札機のみで、無人化されている。駅出入口の構造は二つの駅の統合による配慮の名残である。詳細は「歴史」を参照。
早朝・日中・深夜の一部時間帯以外は必ず当駅で列車交換が行われる。かつて、平日朝は当駅 - 国分寺間のみの一区間を折り返す区間列車が設定されており、その列車は必ず2番線を使用して発着していたが、2013年3月16日のダイヤ改正で廃止された。
かつて西武鉄道の主要駅では発車ベルを使用していたが、2009年時点では新交通システムの山口線を除いた鉄道線において唯一発車ベルを使用する駅となっている。
トイレはホーム国分寺方にある。

### のりば
| ホーム | 路線     | 方向 | 行先             |
| ------ | -------- | ---- | ---------------- |
| 1      | 多摩湖線 | 下り | 萩山・多摩湖方面 |
| 2      | 多摩湖線 | 上り | 国分寺ゆき       |

（出典:西武鉄道構内図）

## 利用状況
2024年度の1日平均乗降人員は20,370人である。西武鉄道全92駅中49位で、多摩湖線内の途中駅では一番多い数値である。
近年の1日平均乗降・乗車人員の推移は下記の通り。
| 年度               | 1日平均 乗降人員 | 1日平均 乗車人員 | 出典     |
| ------------------ | ---------------- | ---------------- | -------- |
| 1992年（平成04年） |                  | 12,452           | [ * 1 ]  |
| 1993年（平成05年） |                  | 12,321           | [ * 2 ]  |
| 1994年（平成06年） |                  | 12,359           | [ * 3 ]  |
| 1995年（平成07年） |                  | 12,235           | [ * 4 ]  |
| 1996年（平成08年） |                  | 11,907           | [ * 5 ]  |
| 1997年（平成09年） | 23,323           | 11,479           | [ * 6 ]  |
| 1998年（平成10年） | 22,680           | 11,241           | [ * 7 ]  |
| 1999年（平成11年） | 21,907           | 10,842           | [ * 8 ]  |
| 2000年（平成12年） | 21,720           | 10,696           | [ * 9 ]  |
| 2001年（平成13年） | 21,136           | 10,504           | [ * 10 ] |
| 2002年（平成14年） | 20,827           | 10,403           | [ * 11 ] |
| 2003年（平成15年） | 21,123           | 10,664           | [ * 12 ] |
| 2004年（平成16年） | 21,234           | 10,838           | [ * 13 ] |
| 2005年（平成17年） | 21,964           | 11,378           | [ * 14 ] |
| 2006年（平成18年） | 21,498           | 10,923           | [ * 15 ] |
| 2007年（平成19年） | 21,247           | 10,626           | [ * 16 ] |
| 2008年（平成20年） | 21,272           | 10,674           | [ * 17 ] |
| 2009年（平成21年） | 20,667           | 10,375           | [ * 18 ] |
| 2010年（平成22年） | 20,218           | 10,211           | [ * 19 ] |
| 2011年（平成23年） | 19,546           | 9,847            | [ * 20 ] |
| 2012年（平成24年） | 20,151           | 10,170           | [ * 21 ] |
| 2013年（平成25年） | 20,363           | 10,290           | [ * 22 ] |
| 2014年（平成26年） | 20,481           | 10,351           | [ * 23 ] |
| 2015年（平成27年） | 21,202           | 10,713           | [ * 24 ] |
| 2016年（平成28年） | 21,348           | 10,792           | [ * 25 ] |
| 2017年（平成29年） | 21,663           | 10,945           | [ * 26 ] |
| 2018年（平成30年） | 21,526           | 10,874           | [ * 27 ] |
| 2019年（令和元年） | 21,189           | 10,702           | [ * 28 ] |
| 2020年（令和02年） | 15,621           |                  |          |
| 2021年（令和03年） | 16,983           |                  |          |
| 2022年（令和04年） | 18,959           |                  |          |
| 2023年（令和05年） | 19,852           |                  |          |
| 2024年（令和06年） | 20,370           |                  |          |

## 駅周辺
- 陸上自衛隊小平駐屯地

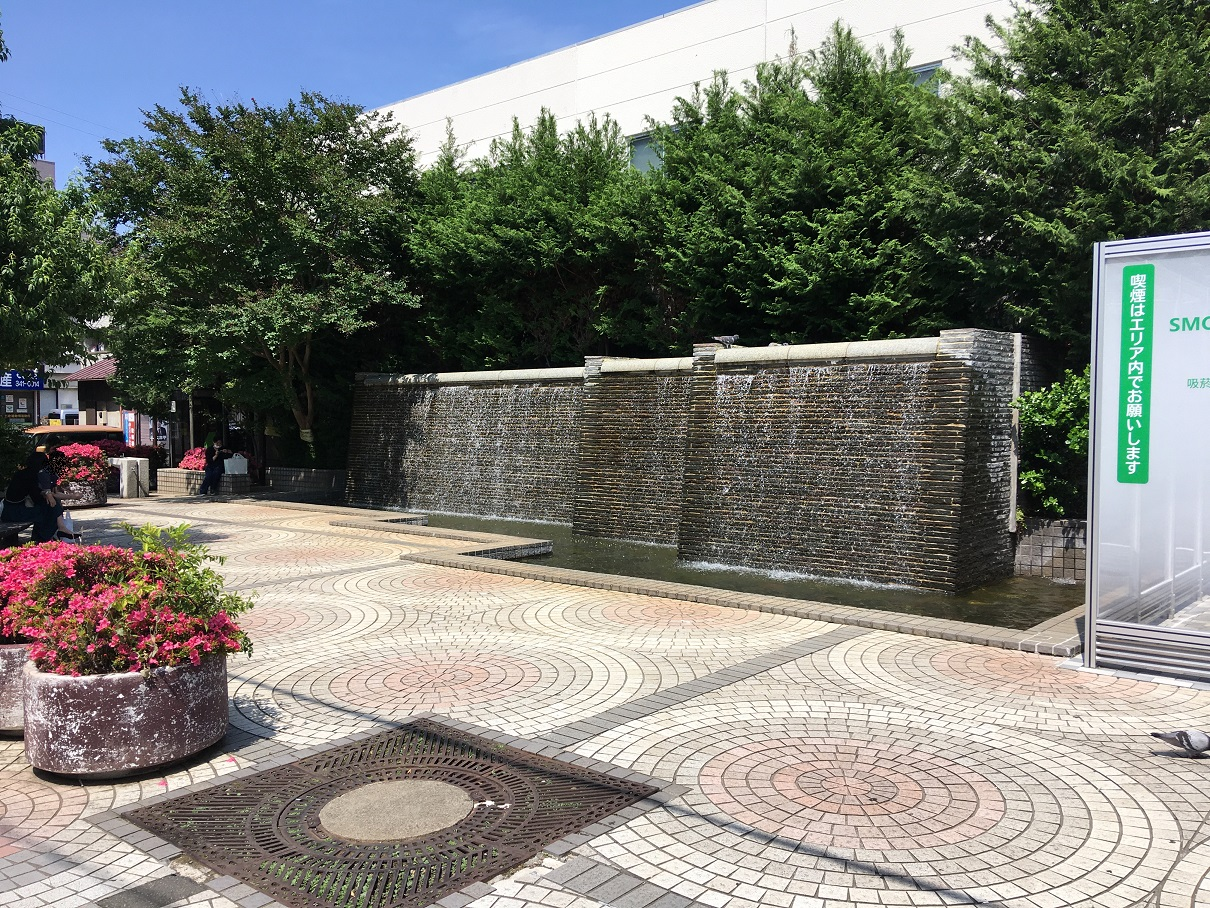
一橋学園駅北口前にある学園駅前公園

- 一橋大学小平国際キャンパス - 放送大学東京多摩学習センター・大学改革支援・学位授与機構併設
- 関東管区警察学校
- 小平市平櫛田中彫刻美術館
- 国土交通大学校（旧・建設大学校）
- 国際健康植物科学専門学校（旧・国際園芸セラピー専門学校）
- 学校法人明倫館 国土建設学院
- 一般社団法人全国建設研修センター
- 一橋学園駅前郵便局
- ピーエーワークス東京事務所
- アクロスプラザ小平
  - ロピア 小平店（2021年2月11日オープン）
- スーパーあまいけ一ツ橋学園店
- 学園駅前公園
- 北口 学園東町・仲町方面
- 南口 学園西町・喜平町・上水本町・上水南町方面

## バス路線
西武バスにより、以下の路線が運行されている。
- 寺61・寺62・寺62-1・寺64・寺64-1系統 国分寺駅北入口行
- 寺61系統 学園東町・熊の宮前経由小平駅南口行
- 寺62系統 小平市役所・青梅街道駅経由小平駅南口行
- 寺64-1系統 新小平駅行
- 武19系統 小平団地中央・日立国際電気経由武蔵小金井駅行
- 武19系統 小平営業所 行
- 小平市コミュニティバス「にじバス」
  - 津田公民館・図書館方面行
  - あかしあ通り経由小平駅南口行

## 隣の駅
西武鉄道
 多摩湖線
■各駅停車
国分寺駅 (ST01) - （本町信号場） - 一橋学園駅 (ST02)  - 青梅街道駅 (ST03)